# Symphurus ligulatus
Symphurus ligulatus es una especie de pez de la familia Cynoglossidae en el orden de los Pleuronectiformes.

## Morfología
- Es de pequeño tamaño (alcanza los 10 cm) y la hembra es mayor que el macho.
- El cuerpo, extremadamente comprimido, es muy largo, ovalado y puntiagudo en la parte del pedúnculo caudal.
- La altura máxima del cuerpo se encuentra comprendida más de cuatro veces en su longitud.
- La línea lateral no es visible en ambos lados.
- La Cabeza es pequeña y presenta un perfil redondo.
- La boca presenta una inflexión.
- Los ojos son pequeños, situados en el lado izquierdo y muchos juntos uno del otro.
- El dorsal, que comienza más atrás de los ojos, y la anal se unen a una pequeña y estrecha caudal.
- Las pectorales no se encuentran muy desarrolladas.
- Es de color gris pálido.[1]

## Reproducción
Los machos llegan a la madurez sexual a los 2 años y tienen las gónadas maduras todo el año. Las hembras llegan a la madurez sexual al tercer año de vida y las gónadas maduran entre los meses de mayo y octubre, que es cuando tiene lugar la reproducción en el Mediterráneo. Los huevos y las larvas son pelágicos.

## Hábitat
Es  bentónico de fondo  arenosos y barroso entre los 50 y 800 m de profundidad.

## Distribución territorial
Se encuentran en el Mediterráneo y en el  Atlántico oriental.

## Costumbres
Se entierra en el fondo esperando que pase alguna presa (pequeños invertebrados bentónicos).

## Observaciones
Es una especie inofensiva para el ser humano.